# José Luis Flores Torres
José Luis Flores Torres es un pelotari mexicano. En el Campeonato del Mundo de Pelota Vasca de 1978 ganó la medalla de plata en la especialidad de paleta goma junto a José Becerra Torres. En el Campeonato del Mundo de Pelota Vasca de 1982 obtuvo la medalla de plata en la especialidad de Paleta goma con su hermano Raúl Flores Torres. Para el Campeonato del Mundo de Pelota Vasca de 1990 obtuvo la medalla de oro en la especialidad de Paleta goma, nuevamente con su hermano Raúl Flores Torres.